# Persistence of Time
Persistence of Time è il quinto album della band thrash metal statunitense Anthrax, pubblicato nel 1990 da Megaforce Worldwide/Island Entertainment.

## Il disco
Persistence Of Time  è senza ombra di dubbio il lavoro più maturo e meglio riuscito degli Anthrax. Vengono introdotte strutture musicali più complesse con continui cambi di tempo, richiamando il Progressive metal, ma pur sempre mantenendo lo stile Thrash metal, seppur alleggerito, degli scorsi album. Questo sarà l'ultimo album con il cantante Joey Belladonna, che tornerà in studio col gruppo nel 2011 per l'album Worship Music.

## Tracce
1. Time – 6:55
2. Blood – 7:13
3. Keep It in the Family – 7:08
4. In My World – 6:25
5. Gridlock – 5:17
6. Intro to Reality – 3:23
7. Belly of the Beast – 4:47
8. Got the Time (Joe Jackson) – 2:44
9. H8 Red – 5:04
10. One Man Stands – 5:38
11. Discharge – 4:12

- Bonus track dell'edizione giapponese
  - Protest and Survive (Discharge) – 2:22

## Formazione
- Joey Belladonna - voce
- Scott Ian - chitarra
- Dan Spitz - chitarra
- Frank Bello - basso
- Charlie Benante - batteria

## Classifiche
| Classifica (1990) | Posizione massima |
| ----------------- | ----------------- |
| Australia         | 30                |
| Finlandia         | 10                |
| Germania          | 35                |
| Norvegia          | 15                |
| Nuova Zelanda     | 4                 |
| Paesi Bassi       | 45                |
| Regno Unito       | 13                |
| Stati Uniti       | 24                |
| Svezia            | 46                |